# Yama No Anata - Para Além das Montanhas
Yama No Anata - Para Além das Montanhas é um documentário português realizado por Aya Koretzky e produzido por Miguel Clara Vasconcelos. Foi projectado no Doclisboa a 27 de outubro de 2011, onde ganhou o Prémio DocLisboa para melhor longa ou média-metragem e o Prémio Restart para melhor longa ou média-metragem da Competição Portuguesa. Nos cinemas portugueses foi lançado a 26 de junho de 2014.

## Reconhecimentos
| Ano  | Prémios                                                    | Categorias                                                                                   | Destinatários e nomeados | Resultado | Ref(s)      |
| ---- | ---------------------------------------------------------- | -------------------------------------------------------------------------------------------- | ------------------------ | --------- | ----------- |
| 2011 | Doclisboa                                                  | Prémio DocLisboa para melhor longa ou média-metragem (Competição Portuguesa)                 | Aya Koretzky             | Venceu    | [ 3 ] [ 6 ] |
| 2011 | Doclisboa                                                  | Prémio Restart para melhor longa ou média-metragem da Competição Portuguesa (Prémio Escolas) | Aya Koretzky             | Venceu    | [ 3 ] [ 6 ] |
| 2011 | Festival de Cinema Luso-Brasileiro de Santa Maria da Feira | Melhor Filme                                                                                 | Aya Koretzky             | Venceu    | [ 7 ] [ 8 ] |
| 2011 | Festival de Cinema Luso-Brasileiro de Santa Maria da Feira | Prémio Revelação                                                                             | Aya Koretzky             | Venceu    | [ 7 ] [ 8 ] |
| 2011 | Festival de Cinema Luso-Brasileiro de Santa Maria da Feira | Prémio da Crítica                                                                            | Aya Koretzky             | Venceu    | [ 7 ] [ 8 ] |
| 2012 | Olhar de Cinema – Festival Internacional de Curitiba       | Melhor Filme (Mostra Novos Olhares)                                                          | Aya Koretzky             | Venceu    | [ 9 ]       |